# Championnat du Liban de football 2000-2001
Navigation
Saison précédente Saison suivante
La saison 2000-2001 du Championnat du Liban de football est la quarante-et-unième édition du championnat de première division au Liban. Les douze meilleurs clubs du pays sont regroupés au sein d'une poule unique où ils s'affrontent deux fois au cours de la saison, à domicile et à l'extérieur. En fin de saison, les deux derniers du classement sont relégués et remplacés par les deux meilleurs clubs de deuxième division.
Cette édition est marquée par un vaste scandale de matchs truqués, impliquant plusieurs équipes de première division. En octobre 2001, la fédération libanaise décide finalement d'annuler l'ensemble de la saison : il n'y a pas de titre de champion décerné et la relégation est suspendue pour une saison.  

## Scandale de matchs truqués
De nombreuses rencontres du championnat, tout au long de la saison et concernant sept équipes, se sont révélées arrangées. Les investigations menées durant la fin de la compétition par la fédération l'ont conduit à soupçonner sept clubs : Al Tadamon Tyr, Akhaa Ahli Aley, Shabab Al Sahel, Homenmen Beyrouth, Salam Zghorta, Safa Beyrouth et Al Ahly Sidon. L'ensemble de leurs résultats est d'abord annulé puis il est décidé de donner match perdu sur tapis vert (0-2) tout match qui s'avère truqué.
Quinze joueurs et sept officiels de clubs sont suspendus à vie et le 22 juin, les sept clubs coupables sont automatiquement relégués en deuxième division. Afin de pouvoir démarrer un championnat à 10 équipes, les 3e et 4e de D2 sont promus et une poule de promotion est organisée entre 4 clubs de deuxième division. 
Le titre est passé entre plusieurs clubs durant la fin de saison. D'abord Al Tadamon Tyr, en tête du classement général à la fin de la saison avant la révélation des matchs truqués. Ensuite, c'est Al Ansar qui a cru être sacré lorsque la fédération a décidé d'annuler l'ensemble des rencontres disputées par les sept clubs impliqués. Enfin, Nejmeh SC a pris la tête du classement en tenant compte des matchs perdus sur tapis vert. Finalement, avec la décision de la fédération, aucun club n'est titré cette saison.
Finalement, en Octobre, la fédération annule les sanctions envers les clubs et gèle les relégations. Seuls les deux premiers de deuxième division sont promus parmi l'élite.

## Les clubs participants
| - Al Ansar - Safa Beyrouth - Salam Zgharta - Nejmeh SC - Club Sagesse - Homenmen Beyrouth | - Shabab Al Sahel - Racing Club de Beyrouth - Promu de D2 - Al Tadamon Tyr - Homenetmen Beyrouth - Al Ahly Sidon - Promu de D2 - Akhaa Ahli Aley |

## Compétition

### Classement
Le barème utilisé pour établir le classement est le suivant :
- Victoire : 3 points
- Match nul : 1 point
- Défaite : 0 point

| 1  | Nejmeh SC                | 46 | 22 | 14 | 4 | 4  | 47 | 22 | +25 |  |                                  |
| 2  | Club Sagesse             | 46 | 22 | 14 | 4 | 4  | 49 | 27 | +22 |  |                                  |
| 3  | Al Tadamon TyrC          | 45 | 22 | 14 | 3 | 5  | 49 | 21 | +28 |  | L'équipe fut involvé au scandale |
| 4  | Akhaa Ahli Aley          | 43 | 22 | 13 | 4 | 5  | 43 | 26 | +17 |  | L'équipe fut involvé au scandale |
| 5  | Salam Zghorta            | 34 | 22 | 9  | 7 | 6  | 33 | 29 | +4  |  | L'équipe fut involvé au scandale |
| 6  | Al Ansar                 | 33 | 22 | 9  | 6 | 7  | 39 | 30 | +9  |  |                                  |
| 7  | Safa Beyrouth            | 26 | 22 | 7  | 5 | 10 | 26 | 35 | -9  |  | L'équipe fut involvé au scandale |
| 8  | Shabab Al Sahel          | 19 | 22 | 4  | 7 | 11 | 23 | 44 | -21 |  | L'équipe fut involvé au scandale |
| 9  | Racing Club de BayrouthP | 15 | 22 | 3  | 6 | 13 | 22 | 45 | -23 |  |                                  |
| 10 | Al Ahly SidonP           | 15 | 22 | 4  | 3 | 15 | 17 | 46 | -29 |  | L'équipe est involvé au scandale |
| 11 | Homenmen Beyrouth        | 13 | 22 | 2  | 7 | 13 | 23 | 43 | -20 |  | L'équipe fut involvé au scandale |
| 12 | Homenetmen Beyrouth      | 12 | 22 | 2  | 6 | 14 | 22 | 49 | -27 |  |                                  |

|  | Qualification pour la Coupe d'Asie des clubs champions 2001-2002       |
|  | T : Tenant du titre C : Vainqueur de la Coupe du Liban P : Promu de D2 |

- Le classement tient compte des matchs perdus sur tapis vert (sur le score de 0-2).

## Bilan de la saison
| Championnat du Liban de football 2000-2001                        |                  |
| Champion                                                          | Aucun            |
| Coupes et trophées                                                |                  |
| Vainqueur de la Coupe du Liban 2000-2001                          | Al Tadamon Tyr   |
| Qualifications continentales                                      |                  |
| Coupe d'Asie des clubs champions 2001-2002                        | Club Sagesse     |
| Coupe des Coupes 2001-2002                                        | Aucun            |
| Promotions et relégations                                         |                  |
| Promus en Premier League                                          | Al Borj          |
| Promus en Premier League                                          | Al Ahed Beyrouth |
| Relégués en Championnat du Liban de football de deuxième division | Aucun            |